# Salvatore Tresca
Pour les articles homonymes, voir Tresca.
Salvatore Tresca (1750 ? - 1815) est un dessinateur et graveur italien, ayant fait carrière en France.

## Biographie
Né à Palerme vers 1750, Tresca est mentionné par Beraldi comme graveur au pointillé arrivé à Paris au début de la Révolution, résidant rue de la Barillerie, où il semble également être dépositaire d'estampes. En 1797, il est signalé comme habitant 334 rue des Mathurins.
Il traduit des œuvres de maîtres anciens, tels Veronese et Guido Reni, puis de contemporains, comme Louis-Léopold Boilly, Nicolas Lavreince, et Louis Lafitte. Pour ce dernier, il exécute la suite des douze mois du calendrier républicain à partir des années 1797-1798, la suite achevée grâce à l'aide de l'astronome Alexis Bouvard est mise en vente en 1806 chez l'artiste au 4 rue de la Sorbonne,. 
On lui doit quelques créations originales, décrivant de façon caricaturale la vie sous le Directoire : Les Croyables, au péron (1797) ; ou encore La Folie du jour, Point de Convention, Les Croyables au tripot. Avec entre autres Joseph-Laurent Julien, Louis Darcis, la veuve Girard (mère du graveur Alexis-François Girard), Tesca fait partie de ces nombreux graveurs qui, à partir de la fin 1795, produisent plusieurs fois par an, des gravures de genre, d'une grande liberté de ton.
À partir de 1806, sort sous la direction de Jean-Louis Alibert, l'ouvrage Description des maladies de la peau pour lequel Tresca a gravé l'ensemble des illustrations scientifiques d'après les esquisses de G. Moreau Valvile.
Le 21 février 1815, signalé comme ayant cessé son commerce, son fonds d'estampes est mis en vente à Paris.

## Calendrier républicain de Lafitte et Tresca
|             |
| Vendémiaire |

|          |
| Brumaire |

|          |
| Frimaire |

|        |
| Nivôse |

|          |
| Pluviôse |

|         |
| Ventôse |

|          |
| Germinal |

|         |
| Floréal |

|          |
| Prairial |

|          |
| Messidor |

|           |
| Thermidor |

|           |
| Fructidor |